# 若林一紀
若林 一紀（わかばやし かずのり）は、日本の地方公務員。山梨県教育次長や、山梨県防災局長等を経て、山梨県副知事。

## 人物・経歴
立教大学文学部心理学科卒業後、1982年山梨県入庁。総合政策部秘書課長や、森林環境部森林環境総務課長を経て、2016年総務部次長。2017年山梨県教育委員会事務局教育次長。2018年防災局長。2019年から副知事を務め、中部横断自動車道の負担減に向けた施策を進めるなどした。中央新幹線南アルプストンネル掘削問題では、難波喬司静岡県副知事の訪問を受け、対応を行った。